# Micropygia schomburgkii
Il rallo ocellato o schiribilla ocellata (Rufirallus schomburgkii  Schomburgk, MR 1848 sin.: Micropygia schomburgkii Cabanis, 1848), unica specie del genere Micropygia Bonaparte, 1856, è un uccello della famiglia dei Rallidi originario delle regioni settentrionali, centro-meridionali e sud-orientali del Sudamerica.

## Descrizione
Il rallo ocellato è un rallide molto piccolo: misura circa 15 cm di lunghezza e pesa attorno ai 25-40 g. Si caratterizza soprattutto per le macchie bianche che ricoprono la regione dorsale, alle quali deve il nome, per le zampe brevi e il becco piccolo. La gola è bianca, la faccia, i lati del collo, il petto, i fianchi e le copritrici infracaudali sono color camoscio, e l'addome è biancastro. La fronte è rossastra e la sommità del capo color camoscio-castano, con numerose macchie bianche bordate di nero. Le remiganti sono marroni. L'iride è rossa, il becco è nero e le zampe sono color salmone. I maschi sono più grandi delle femmine.

## Biologia
Il rallo ocellato si muove rapidamente e silenziosamente fra l'erba alta. In volo si tiene molto basso, quasi rasoterra, e se si sente minacciato si acquatta tra la vegetazione. Per spostarsi utilizza spesso le gallerie nell'erba lasciate da roditori o altri piccoli mammiferi. Come altre specie della famiglia dei Rallidi, mentre cammina muove ritmicamente la coda. La sua dieta è quasi prevalentemente insettivora, e consuma grandi quantità di formiche.
La stagione degli amori va da ottobre a marzo. La femmina depone due uova in un nido fatto interamente di erba secca, poco elevato dal suolo.

## Distribuzione e habitat
Occupa un areale molto vasto, che comprende Costa Rica, Colombia centro-meridionale, Venezuela meridionale e orientale, Guiana Francese, Guyana, Suriname, l'estremità meridionale del Perù, Brasile centrale e sud-orientale (Goiás, Mato Grosso, Bahia e San Paolo), Bolivia settentrionale e centrale e Paraguay orientale, ma è del tutto assente dall'Amazzonia brasiliana.
Vive in praterie, cerrados, ai margini delle foreste decidue e nelle savane con numerosi termitai e formicai. Talvolta penetra temporaneamente anche nelle zone inondate.

## Tassonomia
Attualmente vengono riconosciute due sottospecie di rallo ocellato:
- M. s. schomburgkii (Cabanis, 1848) (da Colombia e Guiana fino a Perù sud-orientale e Bolivia);
- M. s. chapmani (Naumburg, 1930) (Brasile centrale e sud-orientale).